# Piet Wijn
Piet Wijn (Hilversum, Países Bajos, 17 de mayo de 1929 - 6 de octubre de 2010) fue un historietista neerlandés.

## Biografía
Piet Wijn comenzó su carrera cuando sólo contaba con 18 años, trabajando para el estudio de Marten Toonder, inicialmente como animador. Pronto plasmaría los guiones de Walling Dijkstra en cómics históricos como De zwarte hertog (1948) o Verowin (1950-51), siempre para Tom Poes Weekblad. Otra serie de temática medieval, Aram van de Eilanden (1951-60) alcanzaría difusión internacional a través de multitud de periódicos. 
Seguirían luego trabajos tales como una adaptación de En familia, la clásica obra de Hector Malot, hasta que en 1969 entró en la plantilla de la versión holandesa de El Pato Donald. Para esta revista crearía, junto al guionista Thom Roep, su obra más popular: Bermudillo, el genio del hatillo, de la cual dibujó enteramente los primeros 21 álbumes.
Entre 1977 y 1978 realizó también la serie Gloria van Goes, con Paul Deckers al guion, para la revista Tina.
En 1984 obtuvo el Stripschapsprijs por toda su carrera.

## Obra
- De zwarte hertog (1948)
- De Moorse tovenaar
- Manuello y Gonza
- Verowin (1949-1951)
- Aram (1951-1960)
- Frank de vliegende Hollander (1955-1956)
- Alleen op de wereld (En familia)
- De scheepsjongens van Bontekoe
- Dick Durfal (1960-1961)
- Tom Poes
- Holle Pinkel
- Koning Hollewijn (1964-1971)
- Panda
- Kappie
- Puk en Poppedijn (1964-1974)
- De Kleine Boze Wolf (1969)
- Jennifer Scott (1973-1975)
- Heidi (1976)
- Douwe Dabbert (en español, Bermudillo, el genio del hatillo) (1975-2001)
- Gloria van Goes (1977-1978)
- Maartje (1979-1986)
- Trollen Verhaaltjes (1982)
- De wachter van Maartenshuys (1982)
- Johanna, De strijd om 's-Hertogenbosch (1996)